# Les Bronzés 3
Pour les articles homonymes, voir Les Bronzés (homonymie) et Amis pour la vie.
Série Les bronzés
Les bronzés font du ski
(1979)
Pour plus de détails, voir Fiche technique et Distribution.
Les Bronzés 3 : Amis pour la vie est un film français de Patrice Leconte, sorti en 2006.
C'est le troisième volet de la trilogie des Bronzés.

## Synopsis
2006. Désormais quinquagénaires, les personnages des deux premiers opus se retrouvent 27 ans plus tard en Sardaigne, dans un hôtel tenu par le "vieux beau aux yeux fascinants", Popeye (il préfère qu'on l'appelle Robert désormais), qui est l'un des rares d'entre eux à ne pas avoir subi de chirurgie esthétique.
L'obsession sexuelle n'a pas disparu mais elle a considérablement régressé au profit de préoccupations financières, ce qui rend les disputes plus aigres. Pacs, spiritualité orientale, thalasso "branchouille" et immigration clandestine sont les thèmes contemporains évoqués au gré de la mesquinerie, la futilité, la lâcheté et l'égoïsme des uns et des autres.
Nathalie et Bernard sortent d'un contrôle fiscal tandis que Jérôme traverse une très mauvaise passe depuis qu'il a été suspendu de ses fonctions de chirurgien à cause de Christiane, et, se retrouvant sans le sou, vit dans la voiture auto-école d'un ami, pour dépanner. Robert, de son côté, est marié à la propriétaire de l'hôtel Graziella dans lequel lui et ses amis possèdent des parts (très minimes), mais la trompe avec la Cheffe Elena. Gigi a refait sa vie aux États-Unis avec Jean-Claude et tous deux ont changé physiquement ; l'arrivée du duo provoque un triangle amoureux car Jérôme compte la reconquérir, ce qui agace Jean-Claude dont le retour en France pourrait lui causer de nouveaux ennuis. Pour ne rien arranger, Christiane, qui a la bouche déformée à la suite d'une opération ratée de Jérôme, débarque à l'hôtel pour obtenir les excuses de celui qui l'a défigurée.
Le séjour n'est pas de tout repos car les incidents se multiplient : d'abord, la mésaventure de Jean-Claude qui tombe en panne de jetski en pleine mer avant d'être coulé par un paquebot, puis la réaction suivie de l'AVC de Bernard après avoir découvert que son fils, homosexuel, va se pacser avec son comptable, et enfin, le renvoi pour faute grave d'un employé qui l'a surpris avec Helena. Mais des incidents causés par une mystérieuse créature avec de grandes griffes fait des ravages dans l'hôtel, d'abord en s'en prenant à Jean-Claude, puis à la voiture de Jérôme. Ces incidents en provoquent d'autres, d'abord quand Jérôme arrive à trouver un prétexte pour envoyer Jean-Claude à l'hôpital afin de coucher avec Gigi, puis une lettre anonyme destinée à Graziella qui dénonce l'infidélité de son couple (elle avouera avoir couché avec Jérôme), et enfin la battue menée par Robert qui tue accidentellement le chien d'une cliente allemande. Bernard et Nathalie prêtent leur chien (de même race) à l'allemande. Jérôme se retrouve séquestré par Christiane, qui se révèle être le monstre à grandes griffes avec son gant à griffes, pour se venger, mais elle est neutralisée par Jean-Claude venu en découdre avec son rival amoureux. Christiane est évacuée vers un institut psychiatrique.
Après ces incidents, Bernard, qui avait appris de Nathalie qu'il n'était pas le père, demande à Popeye/Robert qui avait couché avec elle. Celui-ci organise une réunion où il explique le déroulement des évènements de la nuit au refuge vingt-sept ans plus tôt. Ce serait Jean-Claude qui aurait couché avec Nathalie. Mais Graziella découvre l'infidélité de son époux par l'ancien employé qui l'aborde. À ce moment-là se déroule l'incident de trop : le chien s'en prend à la fausse propriétaire et la vérité sur l'accident de la battue est dévoilée. Furieuse, Graziella chasse Robert et sa bande d'amis hors de l'hôtel jusqu'au débarcadère de l'île. Ils devront passer la nuit sur la plage en attendant le prochain bateau. Le soir, les amis se réconcilient, Nathalie avouant à Bernard qu'elle ne l'avait pas trompé, et Jean-Claude découvrant qu'il avait couché avec Gigi. Au petit matin, ils sont cueillis par la douane venue arrêter des clandestins qui débarquent.

## Fiche technique

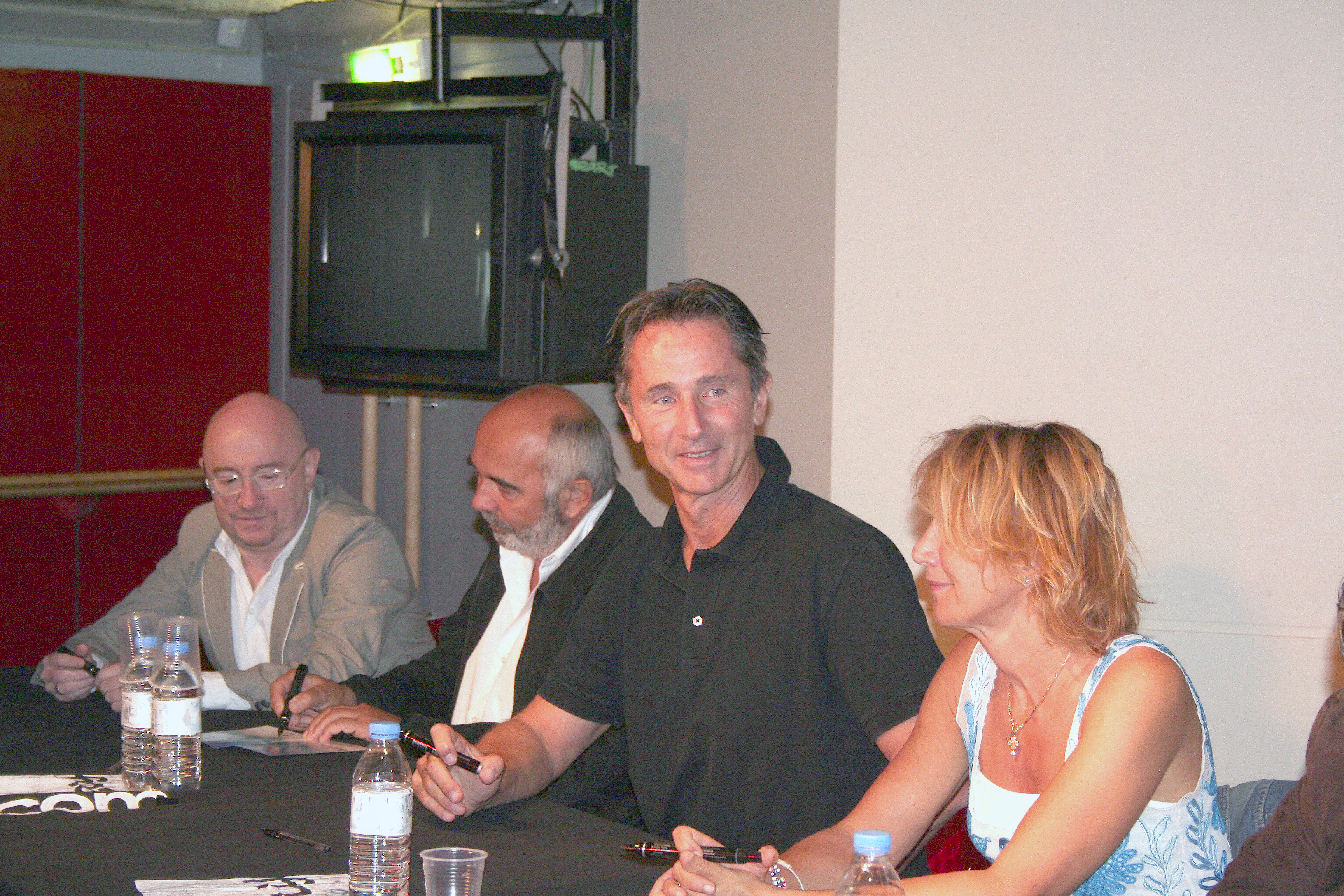
Séance de dédicace avec Michel Blanc, Gérard Jugnot, Thierry Lhermitte et Marie-Anne Chazel.

- Titre original : Les Bronzés 3 : Amis pour la vie
- Réalisation : Patrice Leconte
- Scénario : La troupe du Splendid
- Musique : Étienne Perruchon et Zucchero[1].
- Décors : Ivan Maussion
- Costumes : Cécile Magnan
- Photographie : Jean-Marie Dreujou
- Son : Dominique Hennequin, Maëlle Le Coadic, Daniel Ollivier
- Montage : Joëlle Hache
- Production : Christian Fechner

Production exécutive : Jean-Louis Nieuwbourg
Production déléguée : Hervé Truffaut
Production associée : Alexandra Fechner
- Sociétés de production[2] : Les Films Christian Fechner, en coproduction avec TF1 Films Production, avec la participation de TPS Cinéma
- Sociétés de distribution : Warner Bros. France ; Roissy Films (International)
- Budget : 35 056 049 €[3]
- Pays d'origine :  France
- Langues originales : français
- Format[4] : couleur - 35 mm - 2,35:1 (Cinémascope) - son Dolby Digital
- Genre : comédie
- Durée : 97 minutes
- Dates de sortie[5] :
  - France, Belgique, Suisse romande : 1er février 2006[6],[7]
  - Québec : 23 juin 2006[8]
  - Canada (Ontario) : 24 septembre 2006 (Festival international du film Cinefest Sudbury)
- Classification[9] :
  - France : tous publics[10]
  - Belgique : tous publics (Alle Leeftijden)[6]
  - Québec : tous publics - déconseillé aux jeunes enfants (G - General Rating)[8]
  - Suisse romande : interdit aux moins de 7 ans[7],[11]
- Avertissement : des scènes, des propos ou des images peuvent heurter la sensibilité des spectateurs.

## Distribution
- Josiane Balasko : Nathalie Morin

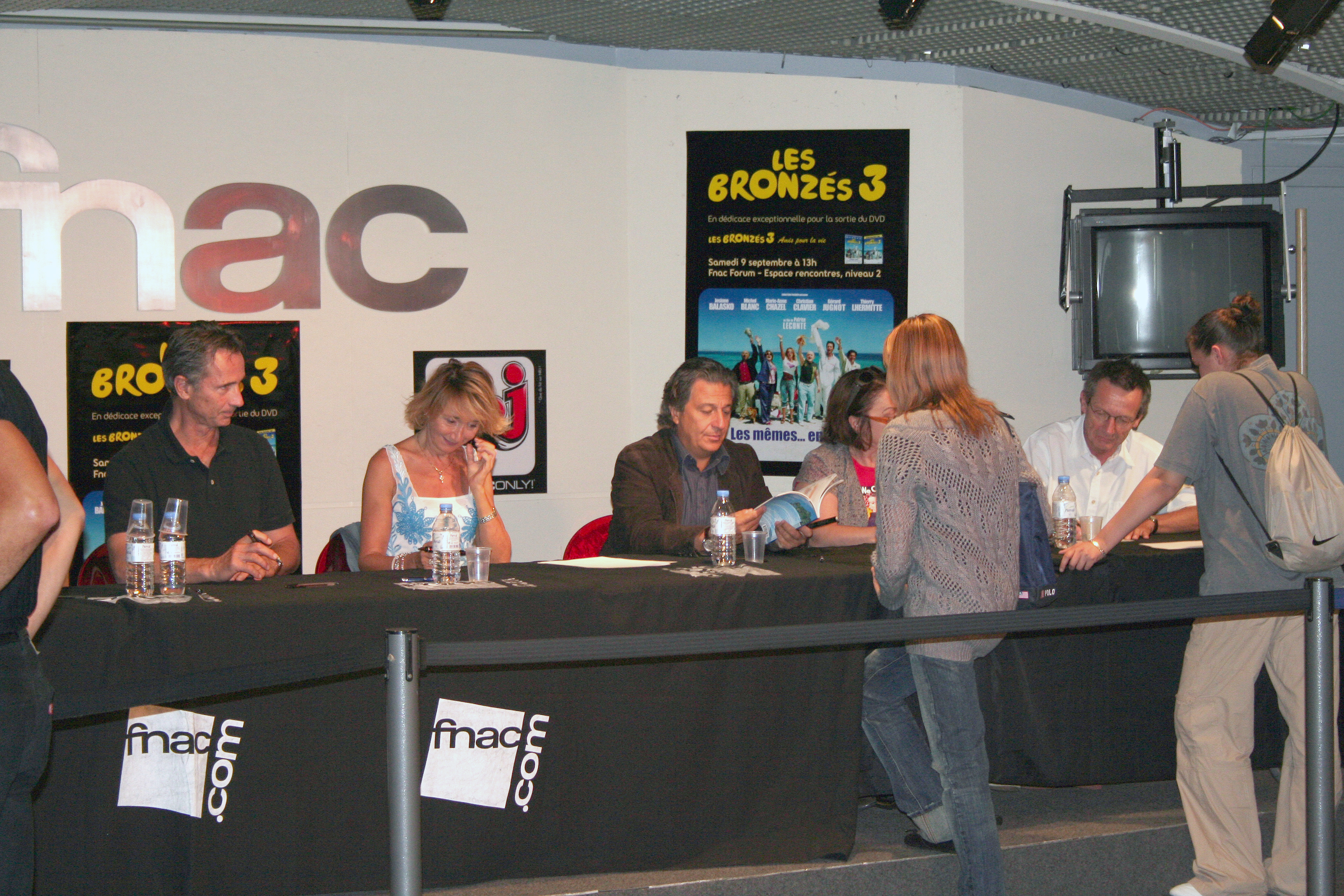
Les acteurs principaux du film en séance de dédicace à la Fnac des Halles (Paris) en septembre 2006.

- Michel Blanc : Jean-Claude "Jessy" Dusse
- Marie-Anne Chazel : Gisèle André dite "Gigi"
- Christian Clavier : Jérôme Tarayre dit "Le Boulet", "Le Boucher"
- Gérard Jugnot : Bernard Morin
- Thierry Lhermitte : Robert Lespinasse anciennement "Popeye"
- Dominique Lavanant : Christiane Weissmuller dite "La Folle"
- Martin Lamotte : Miguel Weissmuller
- Bruno Moynot : Gilbert Jambier, employé de l’hôtel
- Ornella Muti : Graziella Lespinasse, épouse de Robert
- Arthur Jugnot : Benjamin Morin, le fils de Bernard et Nathalie
- Caterina Murino : Helena
- Éric Naggar : M. Guy, le comptable
- François Nadin : le portier
- Doris Kunstmann : Mme Franken (la dame au chien)
- Serena Reinaldi : une esthéticienne
- Marc Rioufol : Nelson
- Karine Belly : la mère de la fillette sur le bateau

## Production

### Genèse
La troupe du Splendid devait à l'origine se retrouver autour de l'adaptation d'Astérix en Hispanie dont la réalisation devait être assurée par Gérard Jugnot. Après huit mois de préparation, Albert Uderzo s'oppose à la réalisation du film et le projet fut finalement abandonné. Cependant les ex-membres de la troupe étaient ravis de se retrouver et, de ce fait, ont décidé de lancer le projet d'un troisième volet des Bronzés.

### Scénario
On retrouve dans le film les personnages principaux des deux premiers opus :
- Bernard et Nathalie sont désormais parents d'un fils nommé Benjamin (joué par Arthur Jugnot), ce dernier révèle sa liaison homosexuelle avec le comptable de l'entreprise que le couple possède. Ils gèrent une chaîne de magasins d'optique dans le Nord de la France, d'où ils sortent à peine d'un contrôle fiscal pour le moins mémorable. Nathalie est quant à elle devenue passablement alcoolique, et ne se sépare jamais de son spitz Elvis.
- Jean-Claude et Gigi, à la surprise générale, vivent désormais ensemble. Jean-Claude se fait appeler J-C (prononcé à l'anglaise "Jessie") et possède une chaîne de salons de coiffure très rentable aux États-Unis ; Gigi, quant à elle, arbore une poitrine proéminente.
- Jérôme est divorcé et semble mal vivre sa nouvelle vie. Radié de l'Ordre des Médecins à la suite d'une opération chirurgicale ratée, il est devenu moniteur d'auto-école.
- Popeye, qui se fait appeler par son prénom Robert, est devenu l'époux de la propriétaire (Ornella Muti) de l'hôtel où tout le groupe est réuni. Mais il est toujours aussi infidèle.
- Christiane est de retour et a rejoint une secte. Elle cherche à se venger de Jérôme qui a raté une opération pratiquée sur elle, il y a longtemps. Cette erreur lui a valu une déformation des lèvres.
- Miguel (personnage des Bronzés) est également de retour en tant que mari de Christiane. Il semble par ailleurs avoir perdu son fort accent espagnol depuis le premier film.
- Gilbert Jambier travaille au Prunus Resort. Employé syndiqué, il se fait injustement licencier tout en continuant d'y être hébergé.

Tout ce petit monde a une part, minuscule (500 francs chacun, quinze ans plus tôt), dans le capital social de l'hôtel.

### Tournage
Le tournage s'est déroulé du 3 mai au 22 juillet 2005[réf. nécessaire] sur la Costa Smeralda, à l'hôtel Cala di volpe, en Sardaigne. Le reste des scènes tournées en intérieur a été filmé à Grosrouvre dans les Yvelines.
On peut relever deux faux-raccords dans le film :
- Lorsque Bernard est repêché de la piscine puis y replonge, on peut apercevoir Josiane Balasko et Marie-Anne Chazel rire, la première se retournant même pour se cacher.
- Lorsque Jean-Claude et la voiture de Jérôme se font griffer, l'empreinte ne comporte que trois griffes. Plus tard, quand Christiane se révèle être « la bête », sa fausse patte d'ours comporte quatre griffes.

## Musique
Sauf indication contraire ou complémentaire, les informations mentionnées dans cette section proviennent du générique de fin de l'œuvre audiovisuelle présentée ici.
- Baila morena par Zucchero et Maná[14].
- You love me now par Étienne Perruchon.
- The river of love par Étienne Perruchon.
- Rock your mum par Étienne Perruchon.

### Bande originale
Musiques non mentionnées dans le générique
Par Étienne Perruchon :
- Dialogue : Introduction.
- Dialogue : Complètement bilingue.
- Giocco di bronzati.
- Dialogue : Jean-Claude Dusse from the US.
- Dialogue : Les bons comptes font les bons amis....
- La rage à Prunus.
- Dialogue : De quel bord ?.
- Bluesy love me now.
- Dialogue : Panique dans le parc.
- Fonky love.
- Dialogue : Aventures... et mésaventures.
- Dialogue : Pas vénale pour un sou.
- Harre krishtiane.
- Dialogue : Dommage collatéral.
- Demarmellata.
- Dialogue : Mr Giuseppe.
- Dialogue : Zen....
- Deep Prunus.
- Dialogue : Elvis.
- Graziella.
- Dialogue : Syncope.
- Drame à Prunus.
- Dialogue : Lève toi et marche.
- Amici per la vita.
- Dialogue : Conclusion.

## Accueil

### Accueil critique
En France, le site Allociné propose une note moyenne de 2,7⁄5 à partir de l'interprétation de critiques provenant de 25 titres de presse. Le film est moyennement accueilli par la critique tandis qu'il est carrément éreinté par le public, manifestement déçu de ces retrouvailles avec l'équipe du Splendid.
Pour Les Inrockuptibles, il s'agit là d'une « comédie assez déprimante », quant à Chronic'art.com, il assure qu'« il n'y a rien de joyeux dans cette comédie, c'est terrible », alors que Télé 7 Jours se demande « où sont passés leur humour vachard, leurs réparties cultes et leur inimitable grain de folie qui les ont faits rois ? Autant dire que si c'est une blague, elle n'est vraiment pas drôle ». Pour Première, « tout est là pour que la rigolade soit franche et la satire grinçante mais Leconte et sa belle équipe ne concluent pas », et pour Positif, plus mesuré, « ce troisième volet souffre d'une trop longue exposition, d'un tempo en dents de scie, de l'âge, tout bêtement de certains interprètes qui n'ont plus vraiment la pêche d'antan. Pour autant, il demeure un divertissement de qualité. ».
Les spectateurs, eux, ne se montrent vraiment pas tendres à l'égard du film. S'ils se sont pressés en salles pour fêter leurs retrouvailles avec l'équipe des deux premiers films de la saga culte, ils en ressortent massivement mécontents et désabusés, comme en témoigne la note moyenne attribuée par le public sur Allociné, qui n'est que de 1,4 sur 5, ce qui en fait le 78e pire film de tous les temps d'après le site Internet. Pas mieux sur le site SensCritique, où la moyenne générale culmine à peine à 2,7 sur 10.

### Box-office
| Pays     | Entrées            | Sem.    | Date               |
| -------- | ------------------ | ------- | ------------------ |
| Belgique | 170 739 entrées    | 5 jours | au 7 février 2006  |
| France   | 10 355 928 entrées | 15 sem. | au 16 mai 2006     |
| Suisse   | 283 812 entrées    | 3 sem.  | au 23 février 2006 |

Ce troisième opus des Bronzés cartonne dans les salles où il attire plus de 10 millions de spectateurs. Au box-office français, le film est classé au vingtième rang (tous pays de production confondus), et au sixième rang des films français. Il détenait le record du meilleur score en une semaine avant d'être battu en 2008 par Bienvenue chez les Ch'tis. Il suit Harry Potter et la Coupe de feu et précède Ratatouille comme Numéro 1 du box-office annuel en France pour 2006.
En Belgique et en Suisse, Les Bronzés 3 fut le meilleur démarrage pour un film français.

## Distinctions
Entre 2006 et 2007, Les Bronzés 3 : Amis pour la vie a été sélectionné 15 fois dans diverses catégories et a remporté 2 récompenses,.

### Récompenses
- NRJ Ciné Awards 2006 : NRJ Ciné Award de la meilleure zik de film décerné à Zucchero.

### Nominations
- NRJ Ciné Awards 2006 :
  - Top of the box-office,
  - Meilleur film "qui fait rire",
  - Meilleur look pour Michel Blanc et Marie-Anne Chazel.

## Autour du film
Le film est nommé deux fois aux Gérard du cinéma 2007, et remporta le Gérard du Plus mauvais film.[réf. nécessaire]
Au moment où Gigi prend peur de la "bête", elle reproduit une scène de La Cité de la peur en criant « Oh mon dieu c'est affreux ! ». La scène reprend d'ailleurs le même type de plan que dans le film des Nuls.
Le film évoque des scènes qui se sont déroulées dans le deuxième opus, par exemple quand Michel Blanc est bloqué à cause de son jet-ski tombé en panne et qu'il dit « je ne vais pas passer la nuit là, on ne va pas me refaire le coup » (qui fait référence au moment où il est resté bloqué dans le télésiège), ou encore quand toute la bande se souvient de la nuit passée dans un chalet de montagne avec des Italiens, ce qui donne lieu à des révélations inédites :
- Popeye affirme qu'il était finalement parvenu à avoir des rapports sexuels avec l'italienne Fernanda à l'insu de tout le monde.
- Jean-Claude quant à lui révèle qu'il a eu une liaison avec une de ses amies. Pensant qu'il s'agissait de Nathalie en croyant à sa possible paternité avec Benjamin, il apprend qu'en fait, c'était avec Gigi. Ainsi Jean-Claude découvre que lui et Gigi se seraient aimés avant de s'aimer comme dans un film de Claude Lelouch.

## Diffusions télé et vidéo
Le DVD est sorti en France le 21 août 2006.
Le 9 septembre 2008, le film est diffusé sur TF1 et rassemble 11 242 000 téléspectateurs, soit 47,4 % de part de marché.
Le 6 mars 2011, il repasse sur TF1 et atteint 30 % de part de marché, avec 7 800 000 téléspectateurs.
Rediffusion sur TF1, le 18 juin 2017, où le film est à nouveau en tête des audiences avec 4 250 000 téléspectateurs, soit 20,8 % de part d’audience.

## Suite
Réalisateur des trois volets des Bronzés, Patrice Leconte a évoqué un possible Bronzés 4 en 2015. Au micro de Cyril Hanouna dans l'émission Les pieds dans le plat sur Europe 1, il a évoqué un nouveau film qui pourrait être fait « dans quelques années » et dans lequel les personnages seraient en maison de retraite. Ce dernier explique qu'il verrait bien un nouveau volet avec « tous les mêmes personnages devenus beaucoup plus âgés, irascibles et délicieusement méchants ». Un an plus tard, Thierry Lhermitte et Michel Blanc annoncent qu'aucune suite ne se fera, mais sont favorables à l'idée de tourner un nouveau film tous ensemble,.